# Kirby Frith
Kirby Frith var en civil parish 1858–1935 när det uppgick i Glenfields i grevskapet Leicestershire i England. Civil parish hade 35 invånare år 1931.